# 正木嘉美
正木 嘉美（まさき よしみ、男性、1962年8月20日 - ）は、大阪府忠岡町出身の日本の柔道家、スポーツ科学研究者。天理大学体育学部体育学科教授。

## 来歴
実家が牛乳販売業を営んでいたことから子供の頃は配達の手伝いをしていたという。柔道は小学校5年の時に米田道場で始めた。
春木中学3年の時には全国中学校柔道大会の団体戦で3位になった。関西の柔道名門校として知られる天理高校に進学すると、1年の時には高校選手権の団体戦で優勝を飾った。2年の時にはインターハイ団体戦でも優勝すると、高校選手権でも2連覇を果たした。3年の時にはインターハイ団体戦で2連覇すると、個人戦の重量級でも優勝して2冠を達成した。
1981年に天理大学へ進学すると、1年の時には学生優勝大会でチームの優勝に貢献して優秀選手に選ばれた（その後、今大会では3年連続して2位にとどまるが、4年連続で優秀選手に選出された。この記録は歴代でも山下泰裕・斎藤制剛・棟田康幸・高井洋平のみが達成している）。2年からは無差別の全日本学生選手権で3年連続の優勝を成し遂げた。これは山下でさえ達成できなかった記録である。正力国際では個人戦決勝でソ連のグリゴリー・ベリチェフを払腰で破って優勝すると、団体戦でも優勝を飾った。3年の時には全日本選手権で3位に入ると、正力杯では優勝した。4年の時には全日本選手権で3位だったが、アジア選手権の無差別では優勝した。ロサンゼルスオリンピックは補欠に選出されたが、現地へ赴くことはなかった。一方で、正力杯では2連覇を果たすと、世界学生の無差別でも優勝を飾った。さらに2年ぶりに出場した正力国際でも個人戦無差別と団体戦の2冠を達成した。
1985年には天理大学の研究生となると、全日本選手権では準決勝で山下に横四方固で敗れて3年連続の3位にとどまった。神戸で開催されたユニバーシアードでは個人戦の無差別と団体戦で2冠を達成した。韓国のソウルで開催された世界選手権には補欠として出向いたものの、95 kg超級決勝で国士舘大学教員の斉藤仁が地元の趙容徹に反則とも受け取れる腕挫腋固で負傷して無差別には出場できなくなったために、急遽無差別に起用されることになった。その決勝ではエジプトのモハメド・ラシュワンを開始僅か15秒の出足払で破り世界チャンピオンに輝いた。山下、斉藤に次ぐ三番手という評価で日本代表に選出される機会がなかなか回ってこなかったものの、思いがけない形でチャンスをものにすることになった。
1986年の全日本選手権では準決勝で斉藤を2-1の判定で破った新日鉄の藤原敬生を合技で破り、天理大学出身者として今大会初の優勝を勝ち取った。選抜体重別でも優勝を飾った。ソウルで開催されたアジア大会の無差別では決勝で地元の趙容徹を指導で破り優勝した。
1987年には天理大学教員となった。全日本選手権には斉藤が出場していなかったものの、準々決勝で78 kg世界チャンピオンである岩手県警の日蔭暢年を大外落、準決勝ではこの年の世界選手権78 kg級で優勝することになる筑波大学3年の岡田弘隆を払腰で破るなどオール一本勝ちで決勝まで進むと、大阪府警の元谷金次郎を判定で破って2連覇を果たした。しかし、1979年に山下が達成して以来、史上2人目となるオール一本勝ちでの優勝はならなかった。その後、西ドイツのエッセンで開催された世界選手権には当初2種目での出場を予定していた。しかしながら、95 kg超級の初戦でベリチェフに隅返の有効で敗れた際に腰を負傷したため、無差別には出場できなくなった。そのため、無差別には代役として明治大学2年の小川直也が出場して史上最年少となる19歳7ヶ月での優勝を成し遂げた。この結果、2年前の世界選手権と全く同じ光景が繰り広げられることになった。違う点は、代役を演じる側だった正木が、今回は代役を立てられる側に回ったことだった。
1988年の全日本選手権では決勝でケガから復帰してきた斉藤に判定で敗れて3連覇はならなかった。選抜体重別でも準決勝で小川に効果で敗れたことで、ソウルオリンピック出場を果たすことはできなかった。
それ以降は試合から遠ざかっていたが、1991年には全日本選手権に3年ぶりに出場した。準々決勝で綜合警備保障の金野潤と対戦すると、出足払で技ありを先取しながら蟹挟で逆転負けを喫した。
その後引退すると、天理大学でスポーツ科学の研究に取り組むことになった。また、同大学の柔道部監督、全日本シニア代表コーチをも務めた。現在は全柔連の強化委員を務める。
なお、天理大学に在籍している長男の正木聖悟も2015年のジュニア体重別81 kg級で2位になるなど活躍している。

## 柔道スタイル
- 現役時代は180 cm、150 kg。いわゆるアンコ型の柔道家であった。
- 左組手。
- 得意技は払腰、足技(とりわけ出足払はセンスがあると自認するくらい得意にしていた)[1][4]。

## 戦績
(無差別以外は全て重量級ないしは95 kg超級での成績)
- 1977年　- 全国中学校柔道大会　団体戦　3位
- 1979年　- 高校選手権　団体戦　優勝
- 1979年　- インターハイ　団体戦　優勝
- 1980年　- 高校選手権　団体戦　優勝
- 1980年　- インターハイ　個人戦　優勝　団体戦　優勝
- 1981年　- 新人体重別　2位
- 1981年　- 全日本学生選手権　3位
- 1981年　- 学生優勝大会　優勝
- 1982年　- 正力杯　2位
- 1982年　- 世界学生　2位
- 1982年　- 学生優勝大会　2位
- 1982年　- 全日本学生選手権　優勝
- 1982年　- 嘉納杯　無差別　3位
- 1982年　- 新人体重別　2位
- 1983年　- 正力国際　個人戦　優勝　団体戦　優勝
- 1983年　- 全日本選手権　3位
- 1983年　- 選抜体重別　3位
- 1983年　- 正力杯　優勝
- 1983年　- 学生優勝大会　2位
- 1983年　- 全日本学生選手権　優勝
- 1984年　- アジア選手権　優勝
- 1984年　- 全日本選手権　3位
- 1984年　- 正力杯　優勝
- 1984年　- 学生優勝大会　2位
- 1984年　- 全日本学生選手権　優勝
- 1984年　- 世界学生　無差別　優勝
- 1985年　- 正力国際　個人戦　無差別　優勝　団体戦　優勝
- 1985年　- 全日本選手権　3位
- 1985年　- 環太平洋柔道選手権大会　優勝
- 1985年　- 選抜体重別　3位
- 1985年　- ユニバーシアード　個人戦　無差別　優勝　団体戦　優勝
- 1985年　- 世界選手権　無差別　優勝
- 1986年　- 全日本選手権　優勝
- 1986年　- 選抜体重別　優勝
- 1986年　- アジア大会　無差別　優勝
- 1987年　- 全日本選手権　優勝
- 1988年　- 全日本選手権　2位
- 1988年　- 選抜体重別　3位
- 1991年　- 全日本選手権　5位

## 役職
- 日本体育学会
- 日本武道学会
- JOCエリートコーチングスタッフ
- 全日本柔道連盟強化委員
- 全日本柔道連盟男子強化コーチ
- 全日本柔道連盟A級審判員
- 関西学生柔道連盟常任理事

など多数

## 著書
- スポーツと健康（道和書院、1993年）
- 武道関係年表（むさし書房、1998年）

## 論文
- 「柔道選手の体重減量に関する研究」（天理大学学報、1988年）
- 「企業運動部研究(3)-引退後の職務、昇進、仕事の満足度などについて」（天理大学学報、1988年）
- 「オリンピックに対する意識調査―ソウルオリンピック日本代表選手の調査から―」（天理大学学報、1989年）
- 「オリンピックに対する意識調査―一般大学生の調査から―」（天理大学学報、1990年）
- 「柔道に関する意識分析―フランス柔道人を中心にして―」（天理大学学報、1993年）
- 「沖縄角力について」（天理大学学報、1994年）
- 「本部御殿手古武術について」（天理大学学報、1995年）
- 「江戸期柔術伝書にみられる「呼吸」についての考察」（身体運動文化研究、1995年）
- 「柔道選手の苦手意識について―高校生を対象として―」（奈良工業高等専門学校研究紀要）
- 「柔道競技力と心身指標との関連：重心動揺・咬み合せバランス・UKデータから」（大阪武道学研究、2001年）
- 「柔道に関する意識分析―日本・フランス・ロシア強化選手の意識特徴について―」（大阪武道学研究、2003年）
- 「骨強度指数の分析」（関西学院大学スポーツ科学・健康科学研究室、2004年）